# هيرمان كوخ
هيرمان كوش (بالهولندية: Herman Koch)‏ هو كاتب وكاتب سيناريو وممثل هولندي، ولد في 5 سبتمبر 1953 بآرنم في هولندا.

## وصلات خارجية
- هيرمان كوخ على موقع IMDb (الإنجليزية)
- هيرمان كوخ على موقع روتن توميتوز (الإنجليزية)
- هيرمان كوخ على موقع مونزينجر (الألمانية)
- هيرمان كوخ على موقع ألو سيني (الفرنسية)
- هيرمان كوخ على موقع ميوزك برينز (الإنجليزية)
- هيرمان كوخ على موقع أول موفي (الإنجليزية)
- هيرمان كوخ على موقع ديسكوغز (الإنجليزية)
- هيرمان كوخ على موقع قاعدة بيانات الفيلم (الإنجليزية)
- هيرمان كوخ على موقع كينوبويسك (الروسية)